# Alexandr Vasjunov
Alexandr Sergejevič Vasjunov (* 22. duben 1988 Jaroslavl – 7. září 2011 Jaroslavl) byl ruský hokejový útočník, stříbrný medailista z Mistrovství světa juniorů v ledním hokeji 2007.

## Hráčská kariéra
Od mládí hrál v Lokomotivu Jaroslavl, v draftu 2006 si jej vybral ve druhém kole tým New Jersey Devils, nicméně Vasjunov zůstal nadále v Jaroslavli. V letech 2008–2010 hrál ve farmářském týmu New Jersey Lowell Devils v AHL, v sezóně 2010/2011 hrál za Albany Devils. Poté se vrátil do KHL, při cestě na první zápas ročníku 2011/2012 do Minsku zahynul s celým týmem při letecké havárii u Jaroslavle.

## Důležitá data
- 29. října 2010 zaznamenal první asistenci v NHL proti týmu Anaheim Ducks.
- 12. listopadu 2010 vstřelil první gól v NHL proti týmu Edmonton Oilers brankáři Devanu Dubnykovi v první třetině v čase 15:43.

## Klubová statistika
| Sezona       | Klub                | Soutěž       | Základní část | Základní část | Základní část | Základní část | Základní část | Play off | Play off | Play off | Play off | Play off |
| Sezona       | Klub                | Soutěž       | Z             | G             | A             | B             | TM            | Z        | G        | A        | B        | TM       |
| ------------ | ------------------- | ------------ | ------------- | ------------- | ------------- | ------------- | ------------- | -------- | -------- | -------- | -------- | -------- |
| 2005/2006    | Lokomotiv Jaroslavl | RSL          | 2             | 0             | 0             | 0             | 2             | —        | —        | —        | —        | —        |
| 2006/2007    | Lokomotiv Jaroslavl | RSL          | 17            | 0             | 0             | 0             | 4             | —        | —        | —        | —        | —        |
| 2007/2008    | Lokomotiv Jaroslavl | RSL          | 22            | 4             | 0             | 4             | 4             | 16       | 2        | 0        | 2        | 2        |
| 2008/2009    | Lokomotiv Yaroslavl | KHL          | 2             | 0             | 0             | 0             | 0             | —        | —        | —        | —        | —        |
| 2008/2009    | Lowell Devils       | AHL          | 69            | 15            | 13            | 28            | 12            | —        | —        | —        | —        | —        |
| 2009/2010    | Lowell Devils       | AHL          | 68            | 16            | 22            | 38            | 10            | 5        | 2        | 2        | 4        | 0        |
| 2010/2011    | Albany Devils       | AHL          | 50            | 8             | 17            | 25            | 11            | —        | —        | —        | —        | —        |
| 2010/2011    | New Jersey Devils   | NHL          | 18            | 1             | 4             | 5             | 0             | —        | —        | —        | —        | —        |
| Celkem v NHL | Celkem v NHL        | Celkem v NHL | 18            | 1             | 4             | 5             | 0             | —        | —        | —        | —        | —        |

### Reprezentační statistiky
| 2006           | Rusko 18       | MS-18          | 6 | 2 | 2 | 4 | 6 |
| 2007           | Rusko 20       | MSJ            | 6 | 2 | 0 | 2 | 2 |
| Celkem v MS-18 | Celkem v MS-18 | Celkem v MS-18 | 6 | 2 | 2 | 4 | 6 |
| Celkem v MSJ   | Celkem v MSJ   | Celkem v MSJ   | 6 | 2 | 0 | 2 | 2 |